# 緣份 (電影)
《缘份》是1984年邵氏兄弟出品的一部香港愛情電影，由黃泰來執導，張國荣、張曼玉、梅艷芳、陳友、湯鎮宗、陳立品和鄧寄塵主演。出道不久的梅艷芳憑本片獲得第4屆香港電影金像獎最佳女配角，為其電影生涯中的首個獎項。

## 劇情
Paul（張國榮 飾）剛從大學畢業，並找到第一份工作，一天，他在乘坐地下鐵上班時遇到Monica（張曼玉 飾），Paul自第一眼便喜歡了她，但同時，一位富家千金Anita（梅艷芳 飾）也喜欢上Paul，並決定要將Paul追到手中。Monica 同事吳威（陳友 飾）苦苦追求。在多番起承轉合下，Paul、Monica二人成了情侶，並準備結婚，可是Monica的前度男友（湯鎮宗 飾）突然出現，並因Monica而和原妻離婚，頓時令他們三人陷入三角關係之中。最後，Monica與Paul二人決定走入不同的地下鐵列車，考驗他們的緣份。

## 人物角色
| 角色名稱 | 演員   | 身份                                         | 備註             |
| -------- | ------ | -------------------------------------------- | ---------------- |
| Paul     | 張國榮 | 喜歡Monica，最後成為她的男友                 |                  |
| Monica   | 張曼玉 | Paul之鍾情對象，後為其女友 Ben之情婦，後分手 | 粵語配音：楊麗仙 |
| Anita    | 梅艷芳 | 富家女 喜歡Paul                              |                  |
| 吳威     | 陳友   | Monica之同事，並鍾情其                       |                  |
| Ben      | 湯鎮宗 | Monica之情夫，最後分手                       | 嘉賓客串         |
|          | 鄧寄塵 | 大廈保安員                                   | 情商客串         |
|          | 鄭丹瑞 | 雍雅山房侍應 與吳威串通整Paul                |                  |
| 吳施     | 施介強 | Monica老闆/吳威兄長                          |                  |
|          | 陳立品 | 垃圾婆                                       |                  |
|          | 呂珊   | 月台職員(樂富站)                             |                  |
|          | 葉夏利 | Paul 父親                                    |                  |
|          | 鄭孟霞 | Paul 母親                                    |                  |
|          | 張堅庭 | 電影製作人                                   | 嘉賓客串         |
|          | 楊振耀 | 實驗公司老闆                                 | 情商客串         |
|          | 麥潔文 | DJ                                           | 情商客串         |

## 製作
在《緣份》電影原劇本中，女主角本來叫Dion，因於同年張國榮推出新曲《Monica》走紅，電影公司於是將女主角張曼玉名字由Dion改成Monica。由於當年的電影都是後期配音，故很容易被看出來。

## 電影歌曲

### 主題曲
| 歌名     | 演唱者         | 作曲   | 填詞   | 編曲   |
| 〈緣份〉 | 張國榮、梅艷芳 | 奧金寶 | 盧國沾 | 奧金寶 |

### 插曲
| 歌名             | 演唱者         | 作曲   | 填詞   | 編曲   |
| 〈全身都是愛〉   | 張國榮、戴蘊慧 | 黎小田 | 鄭國江 | 黎小田 |
| 〈一盞小明燈〉   | 張國榮         | 黎小田 | 盧國沾 | 黎小田 |
| 〈緣份我喜歡你〉 | 戴蘊慧         | 周啟生 | 盧國沾 | 周啟生 |

## 獎項
| 年份 | 頒獎典禮            | 獎項       | 入圍者 | 角色  | 結果 |
| ---- | ------------------- | ---------- | ------ | ----- | ---- |
| 1985 | 第4屆香港電影金像獎 | 最佳男配角 | 陳友   | 吳威  | 提名 |
| 1985 | 第4屆香港電影金像獎 | 最佳女配角 | 梅艷芳 | Anita | 獲獎 |

## 電影分級
| 國家/地區 | 分級          |
| 香港      | IIA（保護級） |
|           | 15            |

## 外部連結
- 香港影庫上《緣份》的資料（繁體中文）
- 開眼電影網上《緣份》的資料（繁體中文）
- 豆瓣电影上《緣份》的資料 （简体中文）
- 时光网上《緣份》的資料（简体中文）
- AllMovie上《緣份》的资料（英文）
- 爛番茄上《緣份》的資料（英文）
- 互联网电影数据库（IMDb）上《緣份》的资料（英文）